# Liebenfels
Liebenfels (tiếng Slovene: Lepo Polje) là một đô thị thuộc huyện Sankt Veit an der Glan trong bang Kärnten trong nước Áo. Đô thị Liebenfels có diện tích 58,85 km², dân số thời điểm năm 2005 là 3290 người.